# Gabriel Charles Palmer-Buckle
Gabriel Charles Palmer-Buckle (Axim, 15 de junho de 1950) é um ministro ganense e arcebispo católico romano de Cape Coast.
Palmer ingressou no seminário de meninos de Koforidua aos treze anos e foi enviado a Roma em 1971 para continuar seus estudos na Pontifícia Universidade Urbaniana. O bispo de Accra, Dominic Kodwo Andoh, o ordenou sacerdote em 12 de dezembro de 1976. Depois de vários anos como capelão e professor, foi enviado à Universidade Pontifícia Salesiana, onde obteve seu doutorado em teologia em 1984.
Em 6 de julho de 1992, o Papa João Paulo II o nomeou o primeiro bispo da diocese de Koforidua, que foi criada na mesma data. O papa o consagrou pessoalmente como bispo em 6 de janeiro do ano seguinte; Os co-consagradores foram o arcebispo Giovanni Battista Re, secretário de Estado substituto, e o arcebispo Justin Francis Rigali, secretário da Congregação para os Bispos e do Colégio dos Cardeais. De 1995 a 2003, Palmer-Buckle foi Presidente da African Caritas. Em novembro de 2004 foi eleito vice-presidente da Conferência Episcopal de Gana. Na conferência dos bispos é também presidente da Comissão Justiça e Paz.
João Paulo II o nomeou arcebispo de Accra em 30 de março de 2005. O Papa Francisco o nomeou arcebispo de Cape Coast em 11 de maio de 2018. A posse ocorreu em 5 de julho do mesmo ano.